# Dasineura dielsi
Dasineura dielsi är en tvåvingeart som först beskrevs av Rubsaamen 1916.  Dasineura dielsi ingår i släktet Dasineura och familjen gallmyggor. Inga underarter finns listade i Catalogue of Life.